# Zespół poklasztorny kapucynów w Świdnicy
Zespół poklasztorny kapucyński w Świdnicy – zespół zabudowań znajduje się przy Zamkowej. W skład zabudowań wchodzi klasztor, wybudowany w 1680, oraz kościół św. Antoniego wybudowany w latach 1682–1688.
Klasztor i kościół kapucynów powstał w miejscu spalonego w 1532 zamku książąt świdnickich oraz rezydencji Nostitzów z 1673. Pierwszy powstał klasztor w 1680, a w dwa lata po nim rozpoczęto budowę kościoła (obecnie zbór Kościoła Zielonoświątkowego), która trwała do roku 1688. W wyniku kasacji zakonu w 1810 klasztor przerobiono na szpital, a w późniejszym okresie na sierociniec. Kościół natomiast po gruntownej przebudowie stał się kościołem garnizonowym (1818). Po wojnie kościół pełnił funkcje kościoła polskokatolickiego. W latach 70. XX wieku został opuszczony i opustoszały popadł w znaczna ruinę. Obecnie kościół zielonoświątkowy remontuje ten obiekt na swoją siedzibę.
Wart uwagi jest ciekawy kartusz herbowy Nostitzów. Przy wejściu od ul. Muzealnej zachował się zabytkowy portal z rezydencji pochodzącej z 1537. Okolice klasztoru to piękny zieleniec-skwer założony na miejscu terenu całkowicie zrujnowanego przez prace archeologiczne.